# Oreopanax guatemalensis
Oreopanax guatemalensis là một loài thực vật có hoa trong Họ Cuồng cuồng. Loài này được (Lem. ex Bosse) Decne. & Planch. mô tả khoa học đầu tiên năm 1854.